# Drugi rząd Stefana Löfvena

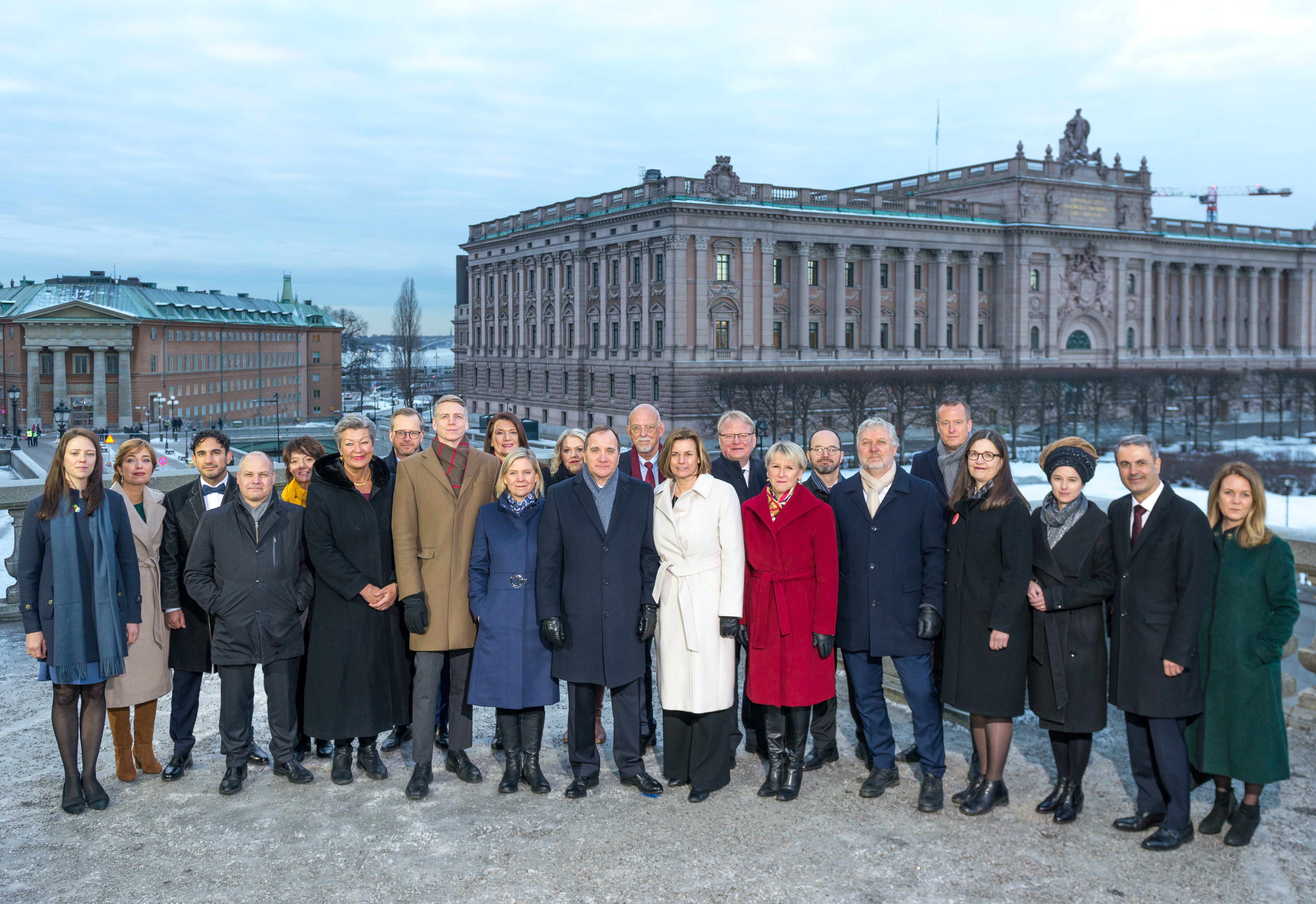
Drugi rząd Stefana Löfvena w dniu powołania

Drugi rząd Stefana Löfvena – rząd Szwecji powstały po wyborach parlamentarnych w 2018. Rozpoczął funkcjonowanie 21 stycznia 2019, a zakończył 9 lipca 2021. Tworzyły go ugrupowania lewicowe – Szwedzka Socjaldemokratyczna Partia Robotnicza (SAP) i Partia Zielonych (MP). Zastąpił funkcjonujący od 2014 pierwszy gabinet tego samego premiera tworzony przez te same ugrupowania.
Gabinet powstał jako rząd mniejszościowy, ugrupowania koalicyjne uzyskały w wyborach 116 mandatów w 349-osobowym Riksdagu, tracąc kilkanaście mandatów. 25 września 2018 premier Stefan Löfven przegrał w nowym parlamencie głosowanie nad wotum zaufania, co rozpoczęło procedurę dymisji rządu. Brak wyraźnej większości przez centrolewicę bądź centroprawicę doprowadził do długotrwałych negocjacji koalicyjnych. Ostatecznie w styczniu 2019 opozycyjne dotąd partie liberałów i centrystów zadeklarowały umożliwienie reelekcji Stefana Löfvena, podpisując porozumienie programowe i deklarując chęć uniemożliwienia uzyskania wpływów przez Szwedzkich Demokratów. Po kilku dniach wstrzymanie się od głosu zadeklarowała dotąd wspierająca gabinet Partia Lewicy.
19 stycznia 2019 lider socjaldemokratów ponownie został zatwierdzony na urzędzie premiera – 155 posłów było przeciw, wybór umożliwiły jednak głosy popierające jego kandydaturę (115) i wstrzymujące się (77), co łącznie stanowiło większość wśród głosujących. 21 stycznia Stefan Löfven przedstawił skład nowego rządu, który tym samym rozpoczął funkcjonowanie.
W 2021 Partia Lewicy wycofała swojej poparcie dla rządu. 21 czerwca tegoż roku parlament uchwalił wotum nieufności wobec gabinetu (wniosek poparło 181 członków Riksdagu). 28 czerwca Stefan Löfven ogłosił swoją rezygnację, pozostając na czele rządu, który przekształcił się w rząd tymczasowy (działający do czasu sformowania nowego gabinetu). 7 lipca 2021 Riksdag ponownie jednak zatwierdził kandydaturę lidera socjaldemokratów na premiera – przy 173 posłach przeciw, 116 głosujących za i 60 wstrzymujących się. Dwa dni później Stefan Löfven przedstawił skład nowego gabinetu (pozostający tożsamy z końcowym składem jego drugiego rządu).

## Skład rządu
| Stanowisko                                                              | Minister                                                                              | Partia         |
| Biuro Premiera                                                          | Biuro Premiera                                                                        | Biuro Premiera |
| ----------------------------------------------------------------------- | ------------------------------------------------------------------------------------- | -------------- |
| Premier                                                                 | Stefan Löfven                                                                         | SAP            |
| Minister ds. stosunków europejskich                                     | Hans Dahlgren                                                                         | SAP            |
| Ministerstwo Sprawiedliwości                                            |                                                                                       |                |
| Minister sprawiedliwości                                                | Morgan Johansson                                                                      | SAP            |
| Minister spraw wewnętrznych                                             | Mikael Damberg                                                                        | SAP            |
| Ministerstwo Spraw Zagranicznych                                        |                                                                                       |                |
| Minister spraw zagranicznych                                            | Margot Wallström (do 10 września 2019) Ann Linde (od 10 września 2019)                | SAP            |
| Minister rozwoju współpracy międzynarodowej                             | Peter Eriksson (do 17 grudnia 2020) Per Olsson Fridh (od 5 lutego 2021)               | MP             |
| Minister handlu zagranicznego i współpracy nordyckiej                   | Ann Linde (do 10 września 2019) Anna Hallberg (od 10 września 2019)                   | SAP            |
| Ministerstwo Obrony                                                     |                                                                                       |                |
| Minister obrony                                                         | Peter Hultqvist                                                                       | SAP            |
| Ministerstwo Spraw Społecznych                                          |                                                                                       |                |
| Minister spraw społecznych                                              | Lena Hallengren                                                                       | SAP            |
| Minister opieki socjalnej                                               | Annika Strandhäll (do 1 października 2019) Ardalan Shekarabi (od 1 października 2019) | SAP            |
| Ministerstwo Finansów                                                   |                                                                                       |                |
| Minister finansów                                                       | Magdalena Andersson                                                                   | SAP            |
| Minister ds. rynków finansowych i mieszkalnictwa, wiceminister finansów | Per Bolund (do 5 lutego 2021)                                                         | MP             |
| Minister ds. rynków finansowych, wiceminister finansów                  | Åsa Lindhagen (od 5 lutego 2021)                                                      | MP             |
| Minister administracji publicznej                                       | Ardalan Shekarabi (do 1 października 2019) Lena Micko (od 1 października 2019)        | SAP            |
| Ministerstwo Edukacji                                                   |                                                                                       |                |
| Minister edukacji                                                       | Anna Ekström                                                                          | SAP            |
| Minister szkolnictwa wyższego i badań naukowych                         | Matilda Ernkrans                                                                      | SAP            |
| Ministerstwo Środowiska                                                 |                                                                                       |                |
| Minister klimatu i środowiska                                           | Isabella Lövin (do 5 lutego 2021) Per Bolund (od 5 lutego 2021)                       | MP             |
| Ministerstwo Przedsiębiorczości                                         |                                                                                       |                |
| Minister przedsiębiorczości i innowacji                                 | Ibrahim Baylan                                                                        | SAP            |
| Minister obszarów wiejskich                                             | Jennie Nilsson (do 30 czerwca 2021)                                                   | SAP            |
| Ministerstwo Kultury                                                    |                                                                                       |                |
| Minister kultury, demokracji i sportu                                   | Amanda Lind                                                                           | MP             |
| Ministerstwo Zatrudnienia                                               |                                                                                       |                |
| Minister zatrudnienia                                                   | Ylva Johansson (do 10 września 2019) Eva Nordmark (od 10 września 2019)               | SAP            |
| Minister równości płci                                                  | Åsa Lindhagen (do 5 lutego 2021)                                                      | MP             |
| Minister równości płci i mieszkalnictwa                                 | Märta Stenevi (od 5 lutego 2021)                                                      | MP             |
| Ministerstwo Infrastruktury                                             |                                                                                       |                |
| Minister infrastruktury                                                 | Tomas Eneroth                                                                         | SAP            |
| Minister energii i cyfryzacji                                           | Anders Ygeman                                                                         | SAP            |